# Hamlet (film, 2000)
Pour les articles homonymes, voir Hamlet (homonymie).
Pour plus de détails, voir Fiche technique et Distribution.
Hamlet est un film de Michael Almereyda sorti en 2000, d'après l'œuvre éponyme de William Shakespeare.

## Synopsis
A New York, en l'an 2000. Le président de la compagnie du Danemark Corporation a été retrouvé mort. Claudius, son jeune frère lui succède et épouse Gertrude, la veuve de son frère. Le jeune metteur en scène et fils du défunt président, Hamlet est dans un chagrin profond. Un soir il rencontre le fantôme de son père qui l'informe que Claudius est le responsable de sa mort, le jeune homme entre dans une immense colère et décide de venger le meurtre de son père. Mais pour avoir plus d'informations, décide de simuler la folie, ce qui causera la tristesse de sa fiancée, Ophélie, fille de Polonius.

## Fiche technique
- Titre : Hamlet
- Réalisation : Michael Almereyda
- Scénario : Michael Almereyda d'après la pièce de théâtre Hamlet de William Shakespeare
- Musique : Carter Burwell
- Photographie : John de Borman
- Montage : Kristina Boden
- Production : Andrew Fierberg et Amy Hobby
- Société de production : double A Films
- Société de distribution : Miramax (États-Unis)
- Pays de production :  États-Unis
- Lieu de tournage : New York
- Genre : Drame, romance et thriller
- Durée : 112 minutes
- Dates de sortie : 
  - États-Unis : 23 juin 2000
  - France : 27 décembre 2000

## Distribution
- Ethan Hawke (VF : Arnaud Bedouët ; VQ : François Godin) : Hamlet
- Kyle MacLachlan (VF : Hervé Furic ; VQ : Gilbert Lachance) : Claudius
- Diane Venora (VF : Anne Canovas ; VQ : Marie-Andree Corneille) : Gertrude
- Sam Shepard (VF : Georges Claisse ; VQ : Jean-Marie Moncelet) : le Spectre
- Bill Murray (VF : Bernard Métraux ; VQ : Marc Bellier) : Polonius
- Liev Schreiber (VF : Nicolas Lormeau ; VQ : Pierre Auger) : Laërte
- Julia Stiles (VF : Amélie Gonin ; VQ : Camille Cyr-Desmarais) : Ophélie
- Karl Geary (VF : Rémi Bichet ; VQ : Sebastien Dhavernas) : Horatio
- Steve Zahn (VF : Pierre Val ; VQ : Daniel Picard) : Rosencrantz
- Dechen Thurman (VF : Vincent Barazzoni ; VQ : François L'Écuyer) : Guildenstern
- Casey Affleck (VQ : Hugolin Chevrette-Landesque) : Fortinbras